# Parasynatops konoi
Parasynatops konoi là một loài bọ cánh cứng trong họ Attelabidae. Loài này được Sawada & Morimoto miêu tả khoa học năm 1985.